# Nur Kroatien - Bewegung für Kroatien
Nur Kroatien - Bewegung für Kroatien (kroatisch: Jedino Hrvatska - Pokret za Hrvatsku) ist eine souveränistische und euroskeptische politische Partei in Kroatien.
Sie entstand 2008 in Zagreb aus einer rechten Abspaltung der Kroatischen Partei des Rechts. Nur Kroatien beteiligte sich erfolglos an der Parlamentswahl von 2007. Nach der Wahl zerbrach die Partei, ihr Vorsitzender Ivić Pašalić zog sich aus der Politik zurück. Unter veränderter Zusammensetzung wurde ein neues Programm beschlossen und die Arbeit fortgesetzt. Die Partei ist nationalistisch ausgerichtet und unterstützt den Tuđmanismus sowie den Antikommunismus. Sie warnt vor einem wirtschaftlichen Ausverkauf des Landes und spricht sich gegen Bündnisse von Balkanländern aus. Auch gegenüber der EU verhält sie sich skeptisch; sie war gegen den EU-Beitritt Kroatiens.
Zur Parlamentswahl von 2011 bildete sie mit den Parteien Aktion für ein besseres Kroatien und der Kroatischen Christdemokratischen Partei ein Wahlbündnis namens Bündnis für Kroatien.